# 三輪修平
三輪 修平（みわ しゅうへい、1957年6月6日 - ）は、日本の漫画家。
和歌山県和歌山市生まれで大阪府大阪市育ち。
代表作は『劇画大楠公』、『宇宙への飛翔』 ともに第三文明社刊。『劇画松下村塾』。
他のペンネーム
- 宝城 ゆうき（ほうじょう ゆうき）
- 北大路 翼（きたおおじ つばさ）→主に男性誌用ペンネーム。

## 経歴
山口大学工学部土木工学科（現社会建設工学科）1982年3月卒。
子供の頃は『鉄人28号』や『巨人の星』を見て育ち、青年期は池上遼一作品の影響を受けたという。
デビュー作品は1999年の『今日もにゃんだフル』。これは「月刊ごろちゃんの家」（感性生活科学出版社刊）に連載されていたホームコメディ。

## 作品
漫画作品
- 今日もにゃんだフル 「月刊ごろちゃんの家」感性生活科学出版社刊 1999年7月15日号創刊0号 - 1999年11月15日号に掲載

大阪出身の猫が体験した猫の目から見た人間家族のほのぼの風景を描いた作品。
- 呪縛 父子 特冊新鮮組竹書房刊 No.255 2000年9月号掲載

実際にあった父と子の怖い話。
- ナイト Knight 1999年度作品
- Stinger 「針師 杏子」 2000年度作品
- 未来少女K 1998年度作品

政治犯を追って時空間追跡中に誤って現代にタイムスリップした女警察官「K」が女子高校生に扮してその時代に関わり様々な事件を解決する。
- 攻略との出会い パチンコ攻略 NAVI 2000年6月号 - 12月号連載

パチンコ成功者の実体験。
- 「盗撮バスター」 増刊 特冊新鮮組竹書房刊 No.287 2001年8月号 - 2002年1月号連載

かつて盗撮を苦に自殺した恋人をもつ主人公が世の盗撮犯に挑む。
- 4コマ漫画「花田歳彦の優雅な取材日記」 月刊That,s DAN バウハウス（後にメディア・クライス）刊 連載 No.49 2003年2月号 - 2005年10月号 しゅうへい名義
- 「しゅうへいの風俗ダイスキ」 月刊That,s DAN バウハウス（後にメディア・クライス）刊 連載 No.55 2004年4月号 - 2005年5月号 しゅうへい名義

タイムスリップ風俗モノ
- 「しゅうへいの裏風俗情報」 月刊お姉さん 2004年7月号 - 2006年4月号連載
- 「私おいしい体験しちゃいました」 月刊もっとすごい本当のH話 バウハウス（後にメディア・クライス）刊 2005年1月号 - 2009年5月号連載
- 「本当にあった芸能ウワサ裏話」月刊突撃おいしい体験 リイド社刊 2005年6月号 - 2008年8月号 北大路翼名義
- 「人妻体験談」月刊男のOFF 2005年7月号 - 2006年4月号連載 北大路翼名義
- 「避暑地体験」月刊ジゲン 2005年8月号 - 2007年7月号連載 北大路翼名義

読者投稿の実話
- 「人妻風俗嬢が漏らしたこんな客」月刊これが本当！人妻のH話 バウハウス（後にメディア・クライス）刊 2006年5月号 - 2008年8月号連載
- 「本当に実在した海賊王たち」 月刊ワンツーマガジン社刊 2009年4月20日発行 ISBN 978-4-86296-138-9 北大路翼名義

17世紀半ば、カリブ海等を荒らしまわっていた海賊『フランソワ・ロロネー(ロロノア)』を題材にした歴史漫画。
- 「真説放送禁止作品」 三才ブックス刊[3]。 2009年4月1日 ISBN 978-4-86199-190-5 39頁 - 43頁 北大路翼名義

「特撮内恋愛増殖中!!裏では女王様が存在している？」
- 「黒のEX Vol.1」 大洋図書刊 2008年2月25日号 ISBN 978-4-8130-5112-1 「アナドル上昇志向の女たち」 北大路翼名義
- 「黒のEX Vol.2」 大洋図書刊 2008年7月5日号 ISBN 978-4-8130-5130-5 「青い果汁に群がる鬼畜」 北大路翼名義
- 「黒のEX Vol.3」 大洋図書刊 2008年9月8日号 ISBN 978-4-8130-5141-1「疑惑のNEWS」 北大路翼名義
- 「黒のEX Vol.4」 大洋図書刊 2008年12月24日号 ISBN 978-4-8130-5164-0「大麻汚染大国ニッポンの深い闇の全真相!!」 北大路翼名義
- 「大楠公物語」第三文明社刊『月刊第三文明』[4]。 2010年1月号 No.601 - 2011年12月号 No.624 宝城ゆうき名義

南北朝時代の武将「楠木正成」の後半生を描く。
- 「宇宙への飛翔」第三文明社刊『月刊第三文明』2012年1月号 No.625 - 2012年4月号 No.628に連載 三輪修平名義

宇宙旅行に夢をかけアポロ計画を実行したヴェルナー・フォン・ブラウンとヘルマン・オーベルトの師弟物語。
- 「みわしゅうへいの今夜のヌキどころ」株式会社ジーオーティー（GOT）刊『月刊スバ王』[5]。2013年10月号 Vol.128より連載中 三輪修平名義

各都道府県（主に東北地方）のグルメ、名所や風俗等を漫画で紹介。
- 「劇画松下村塾」 
幕末の学者吉田松陰とその弟子たちの物語。「身分差別のない強き国を創ろう」と唱えた師・松陰は安政の大獄で刑死するが、                                                                                                                                                                                                                                                                                                     
彼の志を受け継いだ高杉晋作や伊藤博文ら弟子達が倒幕に活躍し、明治維新後の日清戦争、日露戦争に勝利し
不平等条約撤廃を達成する。
2022年6月14日より楽天ブックス、コミックシーモア他にて電子配信開始

- 「みわしゅうへいのグレー風俗ぶらり旅」株式会社ブレインハウス刊『月刊芸能秘宝館Bravo』
2017年5月号より連載中 三輪修平名義
- 「楽しむ人妻風俗嬢物語」株式会社竹書房刊『劇漫スペシャル』2018年3月号より連載中 三輪修平名義
- 「奥様事件簿」株式会社楽楽出版(ぶんか社)『漫画大激闘』2021年3月10日号より 三輪修平名義
- 「美女と野蛮」楽天ブックス、コミックシーモア他　富豪の令嬢とマッチョな刑事が難事件に取り組む。
　2022年6月14日より 三輪修平名義

コミックス
- 劇画大楠公 DBコミックス56 2012年1月31日発行 第三文明社刊[6]。ISBN 978-4-476-08156-5
- 「男と女のここだけの話 週末愛」 ぶんか社刊　楽天ブックス、コミックシーモア他　2023年10月1日より 三輪修平名義

イラスト作品
- 通になるための2000年モーターショ― 月刊トラックボーイNo.165 2000年9月号掲載
- 日本全国 「心霊スポット」巡礼紀行 特冊新鮮組 No.253 2000年8月20日号掲載
- 盛り場 Walkerビダン増刊 That`s DAN No.18 2001年3月25日号 - 2003年4月25日号掲載
- 関東圏の「色情霊」の出るスポット 週間ガツン No.36 2001年8月21日号掲載
- マイウェイ出版　童話で楽しむまちがい探し (マイウェイムック)2023年12月11日発売

デザイン作品
- 幹細胞化粧品 「ELEGADOLL SERIES」のデザイン[7]